# HC UNO
HC UNO is een hockeyclub in Utrecht, gestart in 2015.

## Het terrein
De club maakt gebruik van twee kunstgrasvelden op sportcomplex de Vechtzoom.

## UNO 1
Heren 1 komt in seizoen 24/25 uit in de 4e klasse.